# Малые Салтыки
 Малые Салтыки  — село в Камско-Устьинском районе Татарстана. Административный центр Малосалтыковского сельского поселения.

## География
Находится в западной части Татарстана на расстоянии приблизительно 12 км на северо-запад по прямой от районного центра поселка Камское Устье.

## История
Основано в XVII веке. В начале XX века были 2 мечети.
В «Списке населенных мест по сведениям 1859 года», изданном в 1866 году, населённый пункт упомянут как казённая деревня Малые Салтыки 1-го стана Тетюшского уезда Казанской губернии. Располагалась при речке Алгаше, по левую сторону Лаишевского торгового тракта, в 42 верстах от уездного города Тетюши и в 22 верстах от становой квартиры в казённом селе Новотроицкое (Сюкеево). В деревне, в 135 дворах жили 869 человек (426 мужчин и 443 женщины), была мечеть.

## Население
Постоянных жителей насчитывалось в 1782—119 душ мужского пола, в 1859—853, в 1897—723, в 1908—1497, в 1920—1637, в 1926—1250, в 1938—979, в 1949—707, в 1958—609, в 1970—478, в 1979—372, в 1989—300 . Постоянное население составляло 244 человека (татары 100 %) в 2002 году, 211 в 2010.